# Municipio de Grand River (condado de Livingston)
El municipio de Grand River (en inglés: Grand River Township) es un municipio ubicado en el condado de Livingston en el estado estadounidense de Misuri. En el año 2010 tenía una población de 250 habitantes y una densidad poblacional de 1,78 personas por km².

## Geografía
El municipio de Grand River se encuentra ubicado en las coordenadas 39°39′53″N 93°21′25″O / 39.66472, -93.35694. Según la Oficina del Censo de los Estados Unidos, el municipio tiene una superficie total de 140.39 km², de la cual 135,16 km² corresponden a tierra firme y (3,73 %) 5,23 km² es agua.

## Demografía
Según el censo de 2010, había 250 personas residiendo en el municipio de Grand River. La densidad de población era de 1,78 hab./km². De los 250 habitantes, el municipio de Grand River estaba compuesto por el 97,6 % blancos, el 0,8 % eran afroamericanos, el 0,4 % eran asiáticos y el 1,2 % eran de una mezcla de razas. Del total de la población el 0,4 % eran hispanos o latinos de cualquier raza.